# Легче верблюду
«Ле́гче верблю́ду…» (фр. Il est plus facile pour un chameau... ) — франко-итальянский фильм режиссёра Валерии Бруни-Тедески (также автор сценария и актриса в главной роли).
Снят во Франции, вышел в прокат в 2003 году. В названии использовано начало фразы из Библии: «Легче верблюду пройти сквозь игольное ушко, чем богачу войти в царствие небесное» (Евангелие от Матфея, гл. 19, ст. 24; Евангелие от Луки, гл. 18, ст. 25), которая непосредственно связана с сюжетом фильма.

## Сюжет
Федерика (в некоторых российских версиях — Аврора /?/) — красивая молодая итальянка 30 с небольшим лет. Её отец — промышленный магнат, бежавший из Италии под угрозой террора Красных бригад. Благодаря состоянию семьи она очень богата и могла бы вести праздный образ жизни, но пытается профессионально заниматься драматургией. Не задумываясь о материальном, Федерика может уходить в мир своих иллюзий и мечтаний. В детстве это — длинные локоны, бальные наряды, позже — приключения в самых отдалённых уголках мира, таинственные похищения и счастливые освобождения. Но реальность прозаична. Любимый отец (Хэрлицка) смертельно болен, брат Аурелио (Вильсон) и сестра Бьянка (Мастроянни) живут другими идеалами. Бывший друг (Подалайдес) назойливо пытается восстановить разорванные отношения, нынешний (Англад), тоже едва ли любимый, настаивает на женитьбе. Она ли нужна им, или её состояние? Как соотнести деньги и любовь, деньги и смерть? Федерика находится в нравственном поиске. Её духовный выбор (возможно, он несколько прямолинеен): богатство — это не вина, но ответственность.

## В ролях
| Актёр                 | Роль     |
| --------------------- | -------- |
| Валерия Бруни-Тедески | Федерика |
| Кьяра Мастроянни      | Бьянка   |
| Ламбер Вильсон        | Аурелио  |
| Жан-Юг Англад         | Пьер     |
| Денис Подалайдес      | Филипп   |
| Мариса Бруни-Тедески  | мать     |
| Роберто Эрлицка       | отец     |

## Награды
Фильм в 2003 году демонстрировался на 6 международных конкурсах, на которых создатели фильма 7 раз были номинированы на премии в различных категориях (в том числе на серебряный приз Московского кинофестиваля). Получены следующие награды:
- приз ФИПРЕССИ — Международной федерации кинопрессы на кинофестивале в Анкаре
- Prix Louis-Delluc — главная кинонаграда Франции
- Валерия Бруни-Тедески признана лучшей актрисой и лучшим начинающим режиссёром на кинофестивале Трайбека, США.

## Дополнительные факты
- Образ Федерики для Валерии Бруни-Тедески, также девушки из богатой семьи итальянского промышленника, во многом автобиографичен. Определённым образом это подчёркивается и тем, что роль матери героини фильма исполняет родная мать Валерии — Мариса Бруни-Тедески[2].